# Microselia southwoodi
Microselia southwoodi är en tvåvingeart som beskrevs av Ronald Henry Lambert Disney 1988. Microselia southwoodi ingår i släktet Microselia och familjen puckelflugor.
Artens utbredningsområde är Frankrike. Inga underarter finns listade i Catalogue of Life.